# Macrocoeloma camptocerum
Macrocoeloma camptocerum är en kräftdjursart som först beskrevs av William Stimpson 1871.  Macrocoeloma camptocerum ingår i släktet Macrocoeloma och familjen Mithracidae. Inga underarter finns listade i Catalogue of Life.